# Baffie
Baffie ist eine französische Gemeinde mit 111 Einwohnern (Stand: 1. Januar 2022) im Département Puy-de-Dôme in der Region Auvergne-Rhône-Alpes (vor 2016 Auvergne). Sie gehört zum Arrondissement Ambert und zum Kanton Ambert (bis 2015 Kanton Viverols).

## Geographie
Baffie liegt etwa 60 Kilometer südöstlich von Clermont-Ferrand im Regionalen Naturpark Livradois-Forez. Nachbargemeinden von Baffie sind Saint-Martin-des-Olmes im Norden und Nordwesten, Grandrif im Norden, Églisolles im Osten sowie Saint-Just im Süden und Westen.

## Geschichte
Bis 1872 waren die Ortschaften Saint-Just und Baffie noch in der Gemeinde Saint-Just-de-Baffie vereinigt und wurden dann aufgespalten.

## Bevölkerungsentwicklung
| Jahr                       | 1962 | 1968 | 1975 | 1982 | 1990 | 1999 | 2006 | 2013 |
| Einwohner                  | 217  | 184  | 146  | 130  | 108  | 101  | 115  | 115  |
| Quellen: Cassini und INSEE |      |      |      |      |      |      |      |      |

## Sehenswürdigkeiten
- Kirche Saint-Nicolas

|  |  |